# Sangabasis braulitae
Sangabasis braulitae – gatunek ważki z rodziny łątkowatych (Coenagrionidae). Endemit Filipin; stwierdzony na dwóch wyspach: Camiguin i Homonhon.